# District de Rudnik
Le district de Rudnik est l'un des 17 districts de la municipalité de Ljubljana. Il est situé au sud de l'agglomération et a pris la suite d'un village du même nom, incorporé dans la municipalité de Ljubljana en 1961. Sa superficie est de 2 548 ha.